# Gronddruk

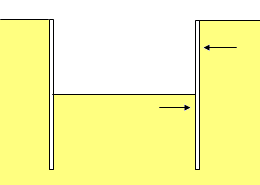
Gronddruk tegen damwand;
- actieve gronddruk, van rechts naar links
- passieve gronddruk, van links naar rechts.

Gronddruk is de druk die wordt uitgeoefend op zich in de grond bevindende constructies.

## Horizontale gronddruk
Horizontale gronddruk kan worden onderscheiden in:
1. neutrale gronddruk; bij stijve constructies die niet verplaatsen; sluiskolkmuren, landhoofden, kelders
2. actieve gronddruk; bij damwanden en keermuren welke een beetje verschuiven
3. passieve gronddruk

De horizontale gronddruk is afhankelijk van:
- de grondsoort en hoek van inwendige wrijving
- de aard van de constructie
- de stijfheid van de constructie

## Verticale gronddruk
De verticale gronddruk op een bepaald horizontaal niveau in de bodem is de druk die wordt veroorzaakt door het totale gewicht van alle bovenliggende grondlagen. De gronddruk bestaat dus uit de druk van eventueel aanwezig aardgas, de korreldruk (lithostatische druk) en de hydrostatische druk van het grondwater.

## Evenwicht in de bodem
Bij evenwicht in de bodem is de totale gronddruk constant.
Dus: 
gronddruk = gasdruk + waterdruk + korreldruk = C
Als een van de componenten van de gronddruk wijzigt, bijvoorbeeld de waterdruk, en de bodem in evenwicht blijft, moeten één of meerdere andere componenten ook wijzigen. Bij afnemende waterdruk, door bijvoorbeeld bemalen of drainage, zal de korreldruk stijgen. Ook bij langzaam afnemende gasdruk door aardgaswinning, aanvankelijk zo'n 350 bar en in 2018 nog zo'n 70 bar, zal de korreldruk toenemen, uiteindelijk tot een niveau waarbij de korrels bezwijken en er bodemdaling of een aardschok ontstaat waarbij zich een nieuw bodemevenwicht instelt.